# 美国宪制法律
美国宪制性法律（英語：Constitutional Law of the United States）指的是管理《美国宪法》解释和实施的法律体系。该体系涉及美国联邦政府相对于各州的权力范围以及个人的基本权利。 美国最高法院对宪法以及州和联邦法规的合宪性具有最终解释权。

## 最高法院

### 司法审查
在美国最高法院成立的早期，其通过“马伯利诉麦迪逊案（5 U.S. 137 (1803)）”和“弗莱彻诉佩克案（10 U.S. 87 (1810)）”的判决宣布：依据《美国宪法》第三条所赋予其的司法权中包含了司法审查权，以审查州或联邦法律的合宪性。 这些案件的判决授权最高法院可废除已颁布的违宪法律。 美国最高法院通过司法审查权以违反宪法中的“合同条款”（参见达特茅斯学院诉伍德沃德案）、“平等保护条款”（参见布朗诉托皮卡教育局案）、“商业条款”（参见合众国诉洛佩兹案）等为由为废除了对应的州法律。

#### 范围与效果
美国最高法院的释宪对于联邦政府的立法、行政部门；联邦系统的下级法院及所有的州法院均具有约束力。 这种具有约束力的解释或先例体系是从普通法体系（称为“遵循先例”）演变而来的。在普通法体系中，法院受其自己先前的裁决和上级法院的裁决的约束。 英国普通法法院和大陆法系法院都无权宣布立法违宪，但美国最高法院长期以来一直拥有宣布联邦或州立法违宪的权力。

### 出典
1. ↑  . 公正网. 美国最高法院. 1803-02-24  [2023-07-18]. （原始内容存档于2021-04-13）.
2. ↑  . 公正网. 美国最高法院. 1810-03-15  [2023-07-18]. （原始内容存档于2021-01-14）.
3. ↑  Stephen L. Schechter (编). . . Macmillan Reference USA. 2016. ISBN 9780028664408.
4. ↑  Brian L. Cutler (编). . . SAGE. 2008. ISBN 9781412951890.
5. ↑  Charles J. Russo (编). . . SAGE. 2010  [2023-07-18]. ISBN 9781412981118.
6. ↑  Allison McClintic Marion (编). . . Gale Group. 1999. ISBN 9780787629472.
7. ↑  Charles J. Russo (编). . . SAGE Publications. 2008  [2023-07-18]. ISBN 9781412940795.
8. ↑  Eric Donald Hirsch; Joseph F. Kett; James Trefil. . . Houghton Mifflin Harcourt. 2002  [2023-07-19]. ISBN 9780618226474.
9. ↑  Kurian 2010，Common Law.
10. ↑  Kurian 2010，Judicial Review.

### 文献
- Kurian, George Thomas. . CQ Press. 2010. ISBN 9781608712434.

- Gerston, Larry N.  2nd Edition. M.E. Sharpe. 2007. ISBN 9780765616715.

- Epstein, Lee; Walker, Thomas G. . SAGE Publications. 2017. ISBN 9781506398693.